# Blanche Monnier

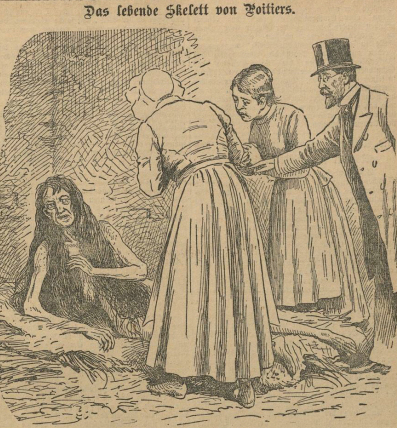
Dibujo de 1901 del descubrimiento de Monnier. Leyenda en alemán: El esqueleto viviente de Poitiers ("El esqueleto viviente de Poitiers").

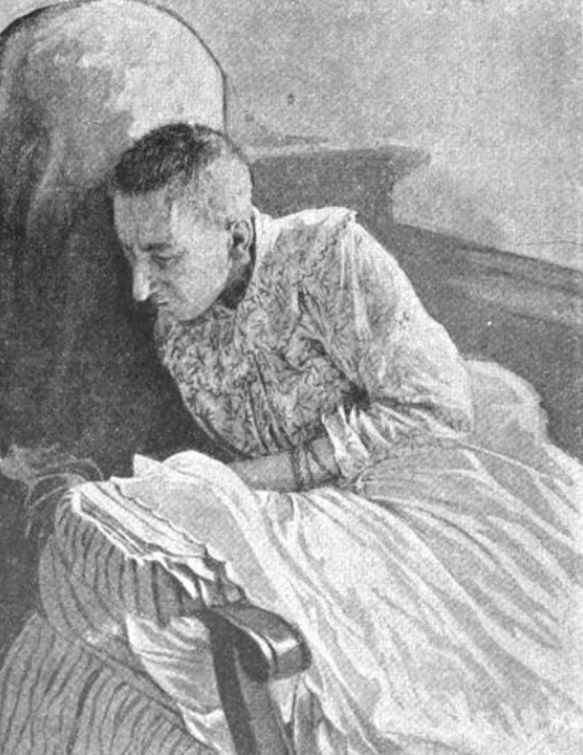
Blanche poco después de ser descubierta en 1901

Blanche Monnier o españolizada como Blanca Monnier (Poitiers, 1 de marzo de 1849-Blois, 13 de octubre de 1913), conocida en Francia como la Séquestrée de Poitiers (en español, La Secuestrada de Poitiers), fue una socialité de Poitiers, Francia, que fue mantenida encerrada y aislada en una pequeña habitación por su madre durante 25 años sin ver la luz del sol.

## Biografía
Nacida en el seno de una acomodada y respetada familia de Poitiers, a la edad de 27 años, Blanche Monnier anunció su intención de casarse con un abogado, quien no era del agrado de su madre. Insistir ante la desaprobación de su madre la llevó a ser encerrada por esta en una habitación vacía y pequeña de la casa por los siguientes 25 años, mientras su madre y hermano fingieron llorar su desaparición y continuaron su vida cotidiana con la complicidad del servicio doméstico. Sus conocidos no se explicaban el hecho y el abogado con quien pretendía casarse murió en 1885. El 23 de mayo de 1901, el procurador general de París recibió una carta anónima que reveló la encarcelación ilegal: 

"Monsier Fiscal General. Tengo el honor de informarle de un suceso excepcionalmente grave. Hablo de una solterona que está encerrada en la casa de Madame Monnier, medio muerta de hambre y que vive en una cama podrida durante los últimos veinticinco años, en una palabra, en su propia inmundicia.

A pesar de la excelente reputación de la viuda Monnier, se decidió visitar su casa y en el ático se toparon una puerta cerrada con candado. Dentro hallaron a Blanche en inhumanas condiciones, sobre un colchón putrefacto, envuelta y rodeada de heces y restos de comida, desnuda y desnutrida, pesando apenas 24 kilos, y fue rescatada por la policía.
Su madre enfermó poco después de ser arrestada por la impresión de ser descubierta, y murió 15 días más tarde de un infarto al ver su casa rodeada de gente furiosa que la increpaba. Su hermano, Marcel, que fue llevado ante el tribunal, fue inicialmente condenado, pero más tarde fue absuelto tras una apelación; Marcel tenía un trastorno del desarrollo intelectual y, a pesar de que los jueces criticaron su actitud, encontraron que el «deber de liberar» no existía en el código penal en aquel tiempo.
Habiendo sido liberada de la habitación, Blanche Monnier ingresó luego en un hospital psiquiátrico por los graves problemas mentales que tan prolongado encierro y en tales condiciones le habían provocado, muriendo allí en 1913.
En 1930, André Gide publicó un libro sobre el sonado incidente, La Séquestrée de Poitiers, modificando algunos datos pero manteniendo los nombres de los protagonistas.